# Terremoto de Jōgan de 869

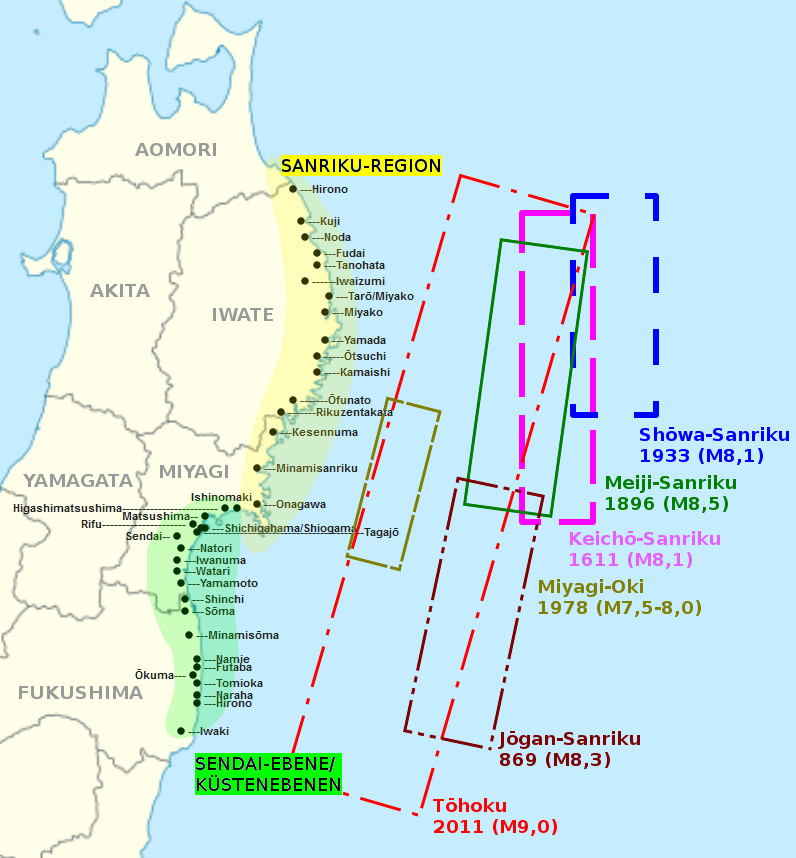
Tsunamis históricos en el área de Sanriku y áreas seleccionadas afectadas por el tsunami de Tōhoku de 2011.

El terremoto de Jōgan de 869 (貞観地震 Jōgan Jishin?) y su tsunami asociado golpearon el área alrededor de Sendai en la parte norte de Honshu el 13 de julio de 869. El terremoto tuvo una magnitud estimada de al menos 8,4 en la escala de magnitud de momento, pero puede haber sido tan alto como 9,0 similar al terremoto y tsunami de Tōhoku de 2011. El tsunami provocó inundaciones generalizadas en la llanura de Sendai. En 2001, los investigadores identificaron depósitos de arena en una fosa a más de 4,5 kilómetros de la costa como provenientes de este tsunami.

## Nombre
En Japón, este terremoto se llama comúnmente "Jogan Jishin". Jōgan es el nombre de la era japonesa para el período del 859 al 877 d. C. Pero durante la era también ocurrieron otros grandes terremotos en Japón, por lo que a veces se agrega el nombre del epicentro geográfico y el número del año anno Domini cuando ocurrió el terremoto. Sanriku en este contexto es un nombre que corresponde aproximadamente a la zona costera del noreste frente al Pacífico de la isla de Honshu. El texto de historia japonés, Nihon Sandai Jitsuroku, que se compiló en 901, registró el terremoto y tsunami de 869 en la provincia de Mutsu.

## Descripción en archivos públicos
Aunque este terremoto ocurrió en la región fronteriza del antiguo Imperio Japonés con base en Kioto, se dejó un breve y preciso registro oficial de esta catástrofe. La descripción en Nihon Sandai Jitsuroku dice lo siguiente:
El día 26 del quinto mes (13 de julio de 869) ocurrió un gran terremoto en la provincia de Mutsu con una extraña luz en el cielo. La gente gritaba y lloraba, se acostaba y no podía levantarse. Algunos murieron por las casas derrumbadas, otros por los deslizamientos de tierra. Los caballos y el ganado se sorprendieron, corrieron locamente e hirieron a los demás. Se destruyeron enormes edificios, almacenes, puertas y muros. Entonces el mar comenzó a rugir como una gran tormenta. La superficie del mar se elevó repentinamente y las enormes olas atacaron la tierra. Se enfurecieron como pesadillas e inmediatamente llegaron al centro de la ciudad. Las olas se extendieron a miles de metros de la playa y no pudimos ver cuán grande era el área devastada. Los campos y caminos se hundieron por completo en el mar. Unas mil personas se ahogaron en las olas porque no lograron escapar de las olas ni en alta mar ni cuesta arriba. Las propiedades y las plántulas de cultivo fueron arrasadas casi por completo.

## Entorno tectónico
La parte norte de Honshu se encuentra por encima del límite convergente entre la placa superior de Ojotsk y la placa del Pacífico en subducción. Este límite se ha asociado con una serie de grandes terremotos históricos, que se originaron ya sea por la ruptura a lo largo de la interfaz de la placa o por la deformación dentro de las placas superiores o subductoras, muchos de los cuales desencadenaron un tsunami destructivo, como el terremoto de Sanriku de 1896.

## Daños
En el área que golpeó el terremoto, la Corte Imperial de Japón luchó con un pueblo indígena de la región de Tōhoku, Emishi, en ese momento. Según Nihon Sandai Jitsuroku, el tsunami mató a unas 1.000 personas. Hay leyendas sobre el terremoto desde la región de Tōhoku hasta la península de Bōsō. El tsunami provocó una gran inundación en la llanura de Sendai, que se determinó que alcanzó al menos 4 kilómetros tierra adentro, destruyendo la ciudad de Tagajō y su castillo. Las investigaciones arqueológicas han identificado los restos de edificios de los siglos VIII y IX debajo de la ciudad, cubiertos por sedimentos que datan de mediados del siglo X.

## Características

### Terremoto
La magnitud estimada del terremoto de 8,4 a 9,0 en la escala de magnitud de onda superficial se ha tomado de la modelización del tsunami. Un área fuente de 200 kilómetros de largo por 85 kilómetros de ancho con un desplazamiento de 2 metros es consistente con la distribución observada y el grado de inundación. El análisis de los depósitos del tsunami asociados con el terremoto de 2011 sugiere que la extensión de la deposición de arena en los eventos anteriores subestimó el grado de inundación. Se encontró que un depósito fangoso se extendía hasta la mitad de la extensión de la capa de arena. Como la topografía y el cultivo de la llanura de Sendai no han cambiado significativamente desde 869, se ha propuesto que las fuentes de los tsunamis de 2011 y 869 eran de un tamaño comparable, lo que sugiere que la magnitud del terremoto de 869 se ha subestimado gravemente. Por lo tanto, la magnitud de este terremoto puede haber sido tan alta como 9,0.

### Tsunami
El alcance de las inundaciones causadas por el tsunami en la llanura de Sendai se cartografió utilizando depósitos de arena fechados. El tsunami inundó al menos 4 kilómetros tierra adentro. Las áreas inundadas coincidieron mucho con las del tsunami de Tōhoku de 2011.

## Peligro de terremoto previsto
Se han identificado tres depósitos de tsunami dentro de la secuencia del Holoceno de la llanura de Sendai, todos formados en los últimos 3.000 años, lo que sugiere un intervalo de recurrencia de 800 a 1100 años para grandes terremotos tsunamigénicos. En 2001 se calculó que había una alta probabilidad de que un gran tsunami golpeara la llanura de Sendai, ya que habían transcurrido más de 1.100 años.
En cuanto a los otros dos grandes tsunamis reconocidos antes del tsunami de 869, se estimó que uno ocurrió entre el 1000 a. C. y el 500 a. C. y el otro alrededor del 1 d. C. En 2007, la probabilidad de un terremoto con una magnitud de 8,1 a 8,3 se estimó en un 99% en los próximos 30 años. El terremoto de Tōhoku de 2011 ocurrió exactamente en la misma área que el terremoto de 869, cumpliendo la predicción anterior y provocando grandes inundaciones en el área de Sendai.